# Snik
Snik, pseudonimo di Dīmītrīs Giannoulīs (in greco Δημήτρης Γιαννούλης?; Kifisià, 4 maggio 1987), è un rapper greco.

## Biografia
Originario di Kifisià, Snik è considerato uno degli artisti più popolari in territorio greco. Ha ottenuto un totale di tredici dischi di platino in Grecia, equivalenti a 260 000 unità di vendita, ed ha conquistato un totale di sei numero uno nella classifica locale redatta dalla IFPI Greece.

## Discografia

### Album in studio
- 2020 – Topboy
- 2022 – 1987
- 2024 – Topboy 2
- 2025 – Very Rare

### Singoli
- 2012 – Kounisou dipla mou
- 2013 – So Fly
- 2013 – Olla allazoun (feat. Josephine)
- 2013 – Ti zoi mou grafo (feat. DJ Young)
- 2015 – Booty (feat. Diamond)
- 2016 – Gia panta
- 2016 – Dab
- 2016 – Sou elipa tha anevo
- 2016 – Ferrari
- 2017 – E.S.M., Pt. 2
- 2017 – Harry Houdini (con A.M Sniper)
- 2017 – Gucci Store
- 2017 – Selfmade
- 2017 – Cognac & Valeriana
- 2017 – ATH (feat. Mente Fuerte)
- 2017 – 9
- 2018 – Medusa
- 2018 – 211 (feat. Mente Fuerte)
- 2018 – To Gucci forema (con Giorgos Mazonakis)
- 2018 – Gangsta (con A.M Sniper)
- 2018 – Gango (feat. Noizy)
- 2019 – Monos mou
- 2019 – New Benz
- 2019 – Kilo
- 2019 – Señorita (con Tamta)
- 2019 – Colpo grosso (con Gué Pequeno e Noizy feat. Capo Plaza)
- 2019 – Big Man
- 2020 – Drip (feat. Mad Clip)
- 2020 – Bosses (con Light e Mad Clip)
- 2020 – Etsi
- 2020 – Hoodstars (con Gameboy e YT)
- 2020 – Lockdown (con Mef)
- 2021 – Cheimōnes
- 2021 – Diamanti
- 2021 – Bounce (con Voyage)
- 2021 – Wet (con Toquel, MG e Gameboy)
- 2021 – Dominicana latina (feat. Salva)
- 2021 – Chinchilla (con Fly Lo)
- 2022 – Trafficante (con Vlospa)
- 2022 – Sinialo (con Strat)
- 2022 – Peace & Love (con Vlospa e Oge)
- 2022 – Erōtas
- 2022 – Work Out (con Josephine)
- 2022 – Gaza (con Ivan Greko)
- 2023 – Shqipez (con YT)
- 2023 – Loco (con Oge e Vlospa)
- 2023 – Ibra
- 2023 – OAED (con Ivan Greko e/o Voyage e Toquel)
- 2023 – Geitonia III (con MG e e Phen)
- 2023 – Rari (con Rvchet)
- 2024 – 8A (con Ivan Greko)
- 2024 – Superstars (con Trannos)
- 2024 – Casablanca (con Franklin WWT e Rvchet)
- 2024 – Kai ti tha dina
- 2024 – Lale (con Roi e Diff)
- 2024 – Mesanychta (con Marseaux)
- 2025 – Europa League (con Rvchet, Guè, Nahir e Marnz Malone)
- 2025 – Sosa

## Riconoscimenti
- MAD Video Music Awards
  - 2017 – Miglior video hip hop per Ferrari[4]
  - 2018 – Miglior hip hop[5]
  - 2018 – Candidatura alla Miglior collaborazione per Harry Houdini[5]
  - 2019 – Video dell'anno per Medusa[6]
  - 2020 – Best Male Modern[7]
  - 2020 – Video dell'anno per Señorita[7]
  - 2021 – Miglior video trap per Etsi[8]